# 괴츠 오토
괴츠 오토(Götz Otto, 1967년 10월 15일 ~ )는 독일의 배우이다.

## 출연 작품
- 007 네버다이
- 베오울프
- 니벨룽겐의 반지
- 아이언 스카이
- 다운폴